# Aatish
Pour plus de détails, voir Fiche technique et Distribution.
Aatish (Aatish: Feel the Fire) est un film indien sorti en 17 juin 1994. Le film a été dirigé par Sanjay Gupta et met en vedette Sanjay Dutt, Aditya Pancholi, Karishma Kapoor et Raveena Tandon.